# Так мало ніколи
«Так мало ніколи» («Never So Few») — американський кінофільм 1959 року, знятий режисером Джоном Стерджесом, з Френком Сінатрою і Джиною Лоллобриджидою у головних ролях.

## Сюжет
Бірма, Друга світова війна. Тома Рейнольдса з невеликим загоном посилають проти японських позицій біля китайського кордону. Там кілька його солдатів потрапляють у засідку. Після проведеної бойової операції офіцер прибуває на базу для відпочинку. Рейнольдс знайомиться з красунею Карлою Весарі, коханкою таємничого Нікко Регаса. Покохавши Рейнольдса, Карла хоче залишити нудне життя в Бірмі.

## У ролях
- Френк Сінатра — Том Рейнольдс, капітан
- Джина Лоллобриджида — Карла Везарі
- Пітер Лоуфорд — Грей Тревіс
- Стів Макквін — Білл Рінга, сержант
- Пол Генрід — Нікко Рігас
- Брайан Донлеві — Слоун, генерал
- Чарльз Бронсон — Джон Денфорт, сержант
- Філіп Ан — роль другого плану
- Роберт Брей — Фред Парксон, полковник
- Кіпп Гемілтон — Маргарет Фітч
- Віт Бісселл — роль другого плану
- Річард Лупіно — Майк Ісланд
- Акі Алеонг — роль другого плану
- Дін Джонс — Джим Норбі, сержант
- Річард Джонсон — Денні де Мортімер
- Джон Хойт — Рід, полковник
- Чарльз Бейтман — епізод
- Джон Брайант — епізод
- Спенсер Чан — епізод
- Ізабель Кулі — епізод
- Ноель Де Соуза — епізод
- Роберт Кіно — епізод
- Росс Елліотт — епізод
- Джеймс Хонг — епізод
- Морган Джонс — епізод
- Джордж Гурі — епізод
- Гай Лі — епізод
- Леон Лонток — епізод
- Лео Нідем — епізод
- Пол Максвелл — епізод
- Роллін Моріяма — епізод
- Меггі Пірс — епізод
- Джордж Такей — епізод
- Ірен Тедроу — епізод
- Марія Цзянь — епізод
- Вільям Сміт — епізод

## Знімальна група
- Режисер — Джон Стерджес
- Сценарист — Міллард Кауфман
- Оператор — Вільям Г. Деніелс
- Композитор — Х'юго Фрідхофер
- Продюсер — Едмунд Грейнджер